# Кріотерапевтична камера

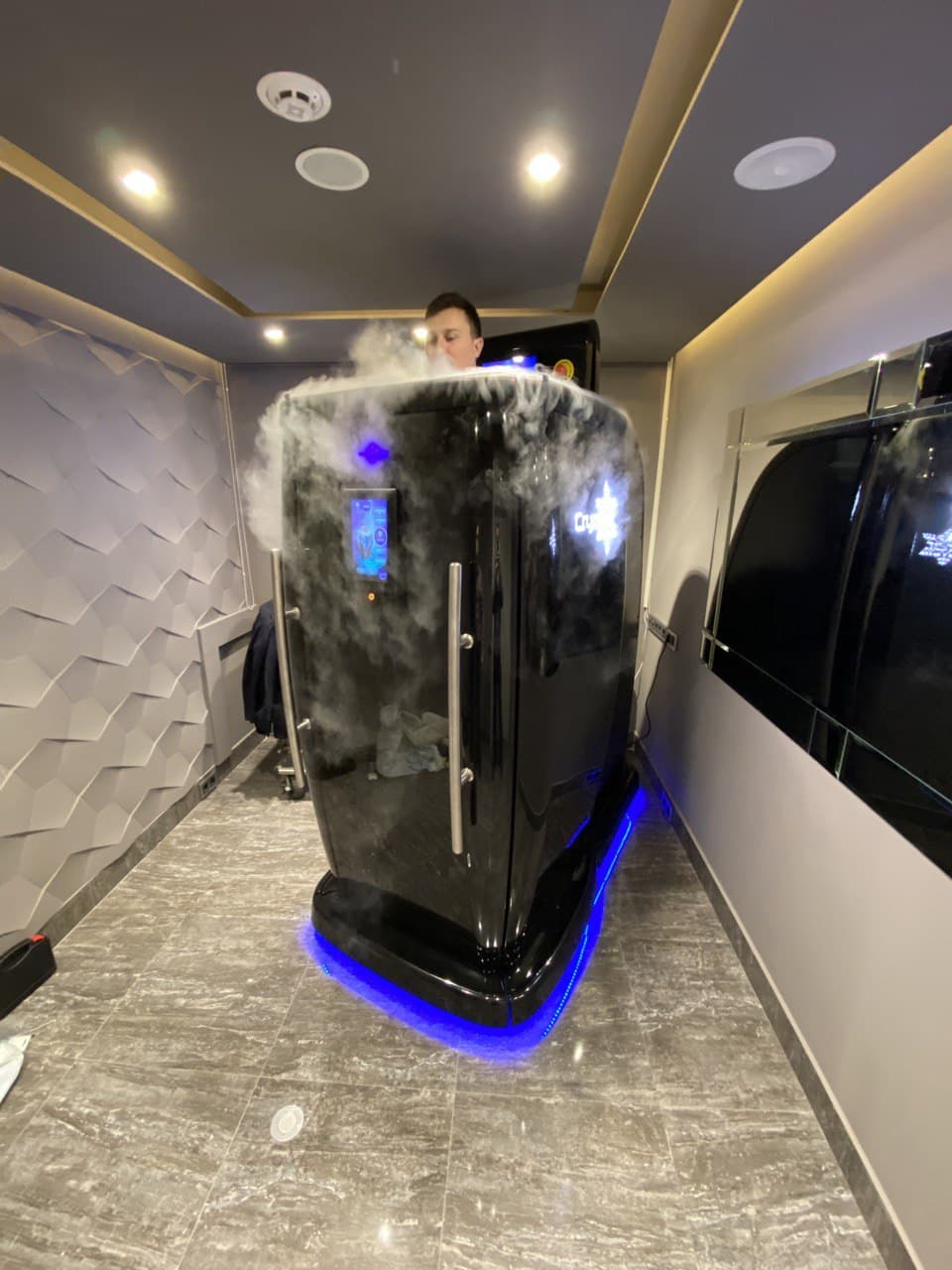
Кріотерапевтична камера

Кріотерапевтична камера — це корпус у формі труби з відкритим верхом, який закриває тіло людини та підтримує голову у кімнатній температурі. Це специфічний тип низькотемпературного лікування, що використовується для зменшення болі та запалення.

## Історія
У 1970-х — японський ревматолог Тосіма Ямагуті створив сучасну камеру для кріотерапії в Японії.
У 1980-х — перші кріосауни з'явились в Європі.
У 1990-х — камери для кріотерапії почали використовувати у США та Австралії.
Дослідження «Global Liquid Nitrogen Freezing Chamber Market Growth 2020-2025», підготовлене для  MarketsandResearch.biz, описав найбільші компанії виробники, асоційовані на світовому ринку кріотерапевтичних камер з рідким азотом: Physio Recup, Tasly, Vacuactivus, Krion, Armin Shegarf Co. Ltd.

## Механізм дії
Коли тіло вразливе до екстремального охолодження, кровоносні судини звужуються і зменшують приплив крові до ділянок набряку. Потрапляючи поза кріогенну камеру, судини розширюються, і в крові встановлюється підвищена присутність протизапальних білків (IL-10).
Кріотерапевтична камера передбачає вплив замерзлого сухого повітря (нижче −100 ° C) протягом 2-4 хвилин на людину.
Для досягнення мінусових температур, необхідних для лейкоцитів, зазвичай використовують два методи: рідкий азот або охолоджене повітря.
Під час процедури пацієнти мають бути одягнені. Чоловікам рекомендовано одягати шорти, жінкам — шорти та топ. Крім того, як правило, надягають рукавички, шкарпетки, вовняну пов'язку на голову, що покриває вуха, а також маску для носа та рота, щоб зменшити ризик травм, пов'язаних з холодним повітрям.

## Основне використання
Прихильники стверджують, що кріотерапія може зменшити біль та запалення, допомогти при психічних розладах, підтримати ефективність відновлення фізичних вправ та покращує роботу суглобів. Камери кріотерапії належать до групи обладнання, пов’язаного зі спортивною реабілітацією та оздоровчим станом.
- Втрата ваги;[11]
- Зниження тривожності та депресії;[12]
- Зменшення симптомів екземи;[13]
- Заспокоюючи запалення.[9]

Кріотерапія може спричинити обмороження, підвищення артеріального тиску, погіршити дихання. Також довговічна безпека невідома. Зміна температури тканин також спричиняє зниження температури тіла. Це характеризується підвищенням рівня норадреналіну, підвищенням артеріального тиску та мінливістю серцевого ритму. В ході дослідження було запропоновано, щоб пацієнти, які страждають на серцево-судинні хвороби або мають проблеми з артеріальним тиском, повинні бути обережними при виборі кріотерапевтичної процедури.